# ستاریتش
ستاریتش (به لاتین: Staříč) یک منطقهٔ مسکونی در جمهوری چک است که در ناحیه فریدک-میستک واقع شده‌است.